# Vicente Carmenati
Vincenzo Carmenati (Milán, Italia, 12 de julio de 1931 – Playa de Aro, España, 16 de mayo de 2015), fue un arquitecto, urbanista, artista y docente en la Academia de Bellas Artes de Brera, conocido por su proyección internacional y su trabajo en la Costa Brava. 

## Biografía
Carmenati estudió en el Istituto Técnico Carlo Bazzi de Milán, en la Facultad de Arquitectura del Politécnico de Milán y en la Facultad de Ingeniería de París. Tras completar sus estudios y siendo alumno de Piero Portaluppi, abrió el despacho Carmenati-Bocconi. El rector Piero Portaluppi lo promocionó para trabajar en Sudamérica, lo cual le llevó a Caracas, donde coincidió con el arquitecto Gio Ponti. En Caracas, participó en proyectos como el Hotel Humboldt a través del despacho Sanabria. Fue nombrado Consejero Artístico de la Nunciatura Vaticana y asesor técnico-artístico de la Embajada Italiana, colaborando en la creación de la nueva imagen del Consulado General de Italia en Caracas.
En 1960 regresó a Italia tras colaborar en proyectos en São Paulo, Bruselas, Nueva York y París. Gracias a un cliente belga, estableció contacto con el municipio de Playa de Aro, donde fijó su residencia en 1973. En la Costa Brava desarrolló una carrera destacada, siendo Vicepresidente de la Cámara de Comercio de Sant Feliu de Guíxols durante más de veinticinco años. En 1980, fue miembro constituyente del Club Rotary Costa Brava Centre, donde desempeñó varios roles, incluido el de Gobernador para el Distrito en España. Asimismo, fue editor de la revista rotaria Perspectiva Rotaria.
Carmenati estuvo casado con Hena María Sormani (1932-2017), descendiente de una de las familias patricias más antiguas de Milán, y tuvieron tres hijas y un hijo.[cita requerida]

## Obras
En Venezuela, dejó su huella como asesor cultural de la Nunciatura Vaticana y en proyectos como el Hotel Humboldt, el Centro IBM, el Centro Petrolero de Puerto la Cruz, el Instituto de Crédito Hipotecario y el Consulado General de Italia en Caracas. 
En Italia, destacan sus trabajos como la sede de Liquigas en Milán, el Área Ferial Italceramica y la discoteca Piper de Viareggio. También proyectó la reforma del Parlamento bielorruso en Minsk, varios centros comerciales en Moscú, así como diversas obras en Budapest y Croacia.
En Barcelona, es autor de proyectos emblemáticos como el edificio Bugatti, el de Caja Postal, el edificio de la Caja de Pensiones en Plaza Universidad y llevó a cabo el estudio para la nueva imagen corporativa de Iberia. 
En Playa de Aro desarrolló numerosos proyectos, entre los que destacan la discoteca Maddox, el centro comercial Round Store y la primera fase del Port d’Aro. También diseñó elementos para la Iglesia de Santa María de Playa de Aro, realizó la reforma del Castell de Benedormiens y diseñó una carroza para la cabalgata de los Reyes Magos. Entre sus colaboraciones se encuentra el diseño de un nuevo Boccaccio para Oriol Regás y la promoción de la campaña turística de los años 70, “El amor se cita en Playa de Aro”.
Recibió varios reconocimientos, incluyendo el Imperial Tarraco, el Premio Boniato de la ADEM. y el reconocimiento Pol Harris de Rotary International  Asimismo, promovió iniciativas locales como la Asociación Cultural La Clau y la Asociación de Empresarios, la emisora Radio Platja d’Aro y la macropintura Platja d'Aro de Niebla. También promovió la fundación de los clubes de Vilanova-Garraf, Lloret de Mar y Roses, y fue Presidente distrital del comité “Servicios a través de la ocupación” durante los años 1985, 1986 y 1987. Además, fue editor fundador de la revista Perspectiva Rotaria. En su distrito promovió iniciativas rotarias para jóvenes como el Ryla y el Rotaract.
Como urbanista, desarrolló conceptos innovadores como las "pocket towns", "eliópolis" y "el laberinto", Su último proyecto fue la ciudad Hena  diseñada como un regalo para su esposa, concebida como una ciudad ideal.
En 2022 se inauguró una sala de arte permanente dedicada a sus obras en el metaverso, accesible a través de una plataforma digital. En 2024, una parte importante de su producción escultórica fue cedida en comodato a la Universidad de Girona, donde puede ser visitada. Su antigua residencia forma parte de un recorrido dirigido a estudiosos de la arquitectura y amantes del arte.

## Destacados en Playa de Aro

#### Maddox

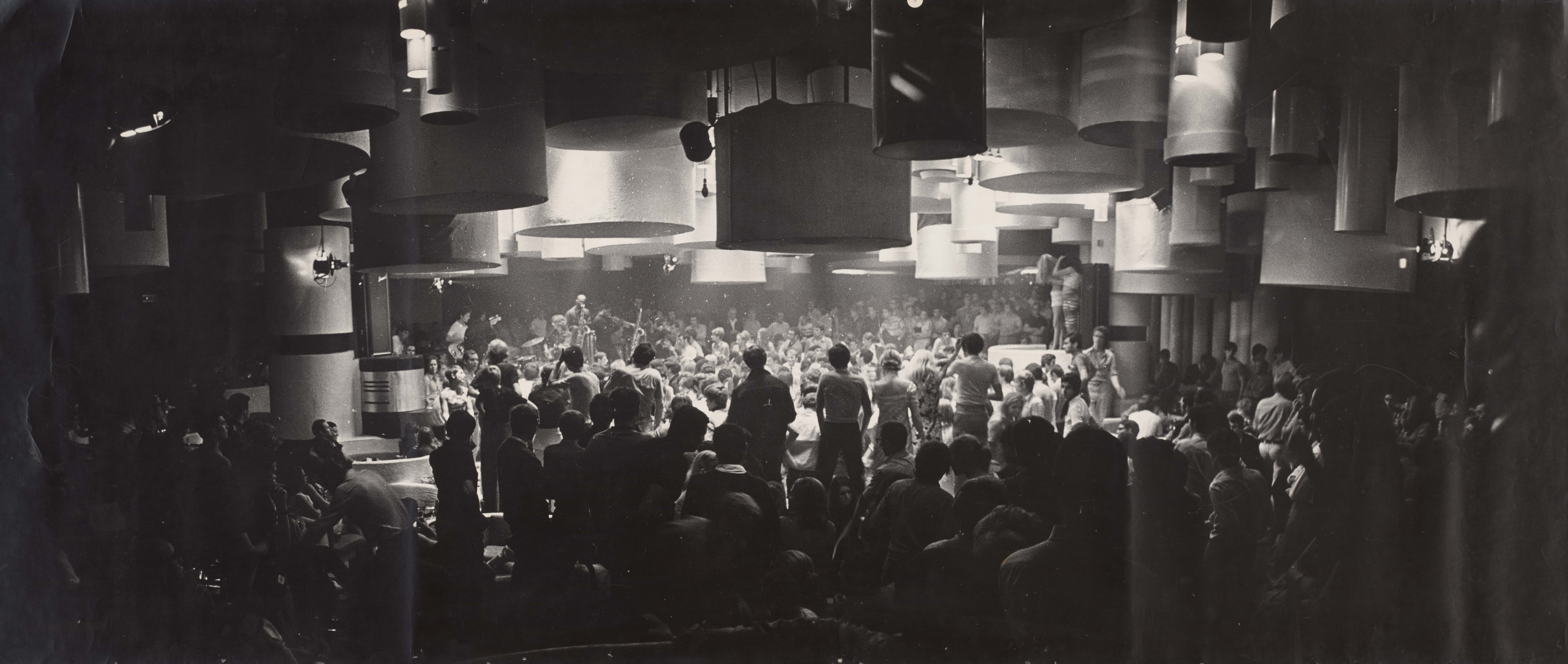

Maddox fue una discoteca icónica situada en Playa de Aro, conocida por su diseño arquitectónico innovador y su influencia en la vida nocturna de la Costa Brava durante la década de 1970. La discoteca fue reabierta en 1968 por el empresario Oriol Regàs, quien había adquirido el local a José Casajús y Eladio Balletbó. Regàs revitalizó el espacio, convirtiéndolo en uno de los centros de moda de la época.[cita requerida]
La discoteca Maddox es considerada la primera discoteca al mundo con sus múltiples pistas de baile, un espacio específico para el DJ, y para las orquestas para los grupos musicales del momento que tocaban en directo, con plataformas para las gogó y bailarines, y sistema de aire acondicionado, todos elementos novedosos en los años 70.[cita requerida]
Durante sus primeros años, la discoteca acogió actuaciones en directo de destacados artistas, como Johnny Hallyday, Georges Moustaki y Soft Machine, lo que contribuyó a su popularidad y consolidación como referente en la escena nocturna de la Costa Brava. Maddox se mantuvo en funcionamiento hasta 2005, cuando fue finalmente demolida. En la actualidad, el legado de Maddox permanece y se puede explorar en el metaverso, donde se ha recreado virtualmente.

#### Port d’Aro
El arquitecto Vincenzo Carmenati diseñó la primera fase del Port d’Aro desde su despacho en Milán en un momento en que Playa de Aro carecía de un puerto deportivo. Su proyecto, aprobado en el sector Pinell-Riuet-Ridaura, integraba la infraestructura en el paisaje local sin alterarlo, situando el puerto en la zona del Ridaura en lugar de en el mar. La planificación contemplaba una capacidad para aproximadamente dos mil embarcaciones e incluía la creación de un parque público adyacente.[cita requerida]

#### El laberinto EKOM
El proyecto del Laberinto fue la propuesta ganadora de un concurso de ideas convocado por el Ayuntamiento de Playa de Aro. A pesar de su éxito en el concurso, el proyecto no llegó a construirse. Su diseño contemplaba una catedral en el centro del laberinto y recorridos diseñados para estimular los cinco sentidos, además de incluir espacios destinados a actividades artísticas y artesanales, tales como talleres, salas de exposiciones, un teatro, una sala de congresos, un centro de investigación, una oficina de turismo, la sede de la Cruz Roja Española, un helipuerto y un dispensario. 
El proyecto estaba planteado sobre una estructura palafítica, permitiendo así la incorporación de un aparcamiento subterráneo con capacidad para mil vehículos y cubierto por jardines transitables. Asimismo, el diseño incluía una Plaza Ágora de 4.270 m² y un Laberinto de 34.269 m².
El laberinto se organizaba en cinco zonas dedicadas a cada uno de los sentidos, con estímulos sensoriales que permitirían a los visitantes experimentar y apreciar sensaciones frecuentemente desapercibidas en la vida cotidiana. La estructura total contaba con 40 km de pasillos y ofrecía hasta 3.125 recorridos distintos, con el objetivo de convertirse en una atracción turística para Playa de Aro.
La relevancia del proyecto fue tal que Vincenzo Carmenati fue invitado a presentarlo en Milán durante el Congreso IN LABIRINTO en 1982, donde despertó gran interés tanto en la prensa como en el escritor Jorge Luis Borges.

#### El amor se cita en Playa de Aro
Vincenzo Carmenati ideó y promovió una campaña inspirada en los premios Zucchi de Verona, lo que lo convirtió en un precursor del concepto de "turismo romántico". Esta iniciativa, llevada a cabo entre 1964 y 1973, permitía a las parejas que se casaban o celebraban sus bodas de plata participar en un sorteo en el que 50 de ellas ganaban unas vacaciones financiadas por el Ayuntamiento de Playa de Aro. En la campaña participaron también los Ayuntamientos de Verona y Teruel, y como homenaje a este evento, Playa de Aro cuenta hoy en día con la Avenida Verona-Teruel. Durante este periodo, Playa de Aro experimentó un notable incremento en el turismo, pasando de recibir 6.000 visitantes al inicio de la campaña a 60.000 en 1971.

#### Iglesia de Santa Maria de Playa d'Aro
Carmenati contribuyó al diseño de varios elementos del mobiliario litúrgico de la Iglesia de Santa Maria de Playa de Aro, un edificio que combina un estilo popular con influencias de la arquitectura local. Entre sus aportaciones destacan tres piezas clave: la cátedra, el ambón y el sagrario. Estos elementos, diseñados con líneas limpias y funcionales, reflejan el estilo característico de Carmenati, que se basaba en la sencillez y la modernidad.

## Galería

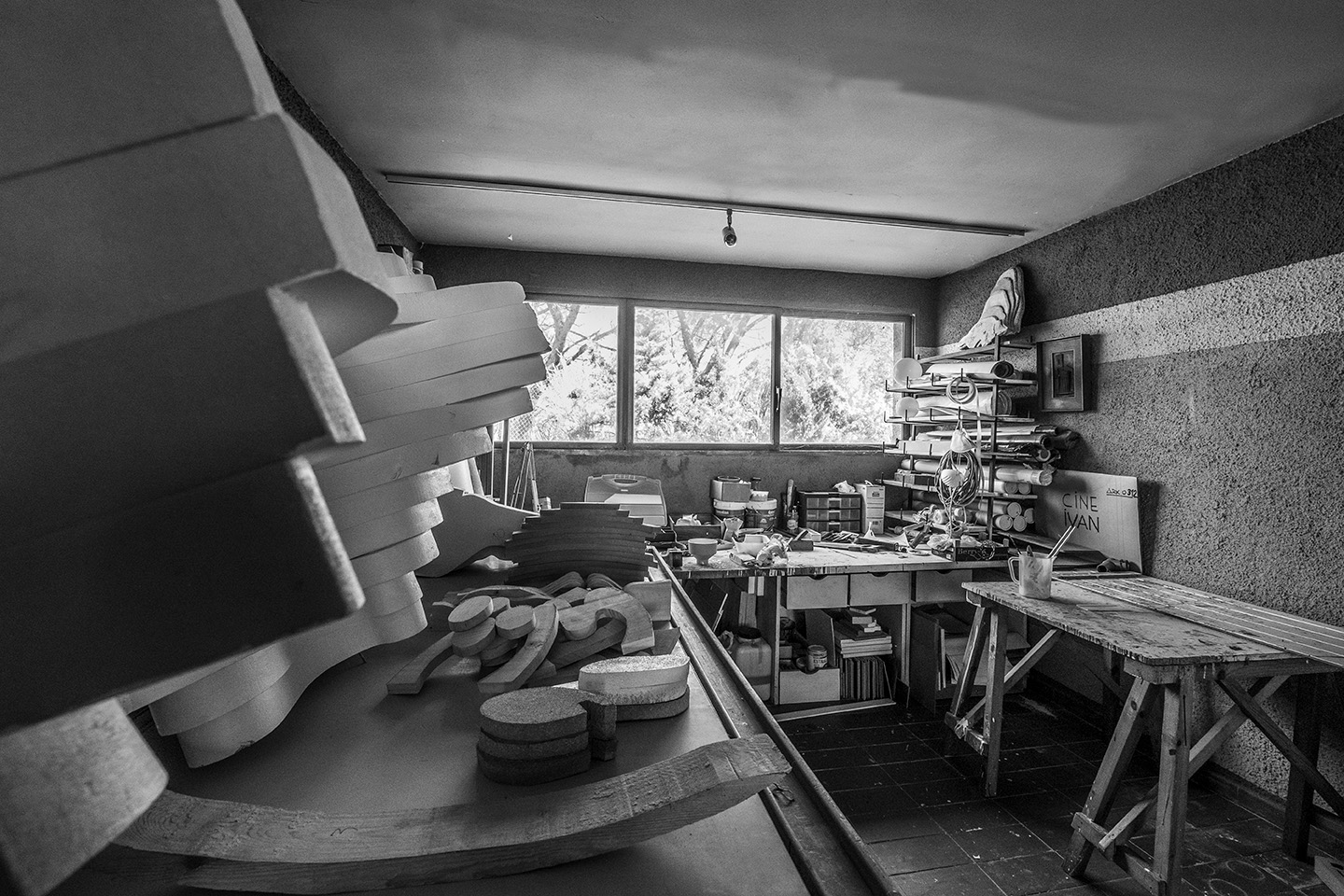
Taller Vincenzo Carmenati
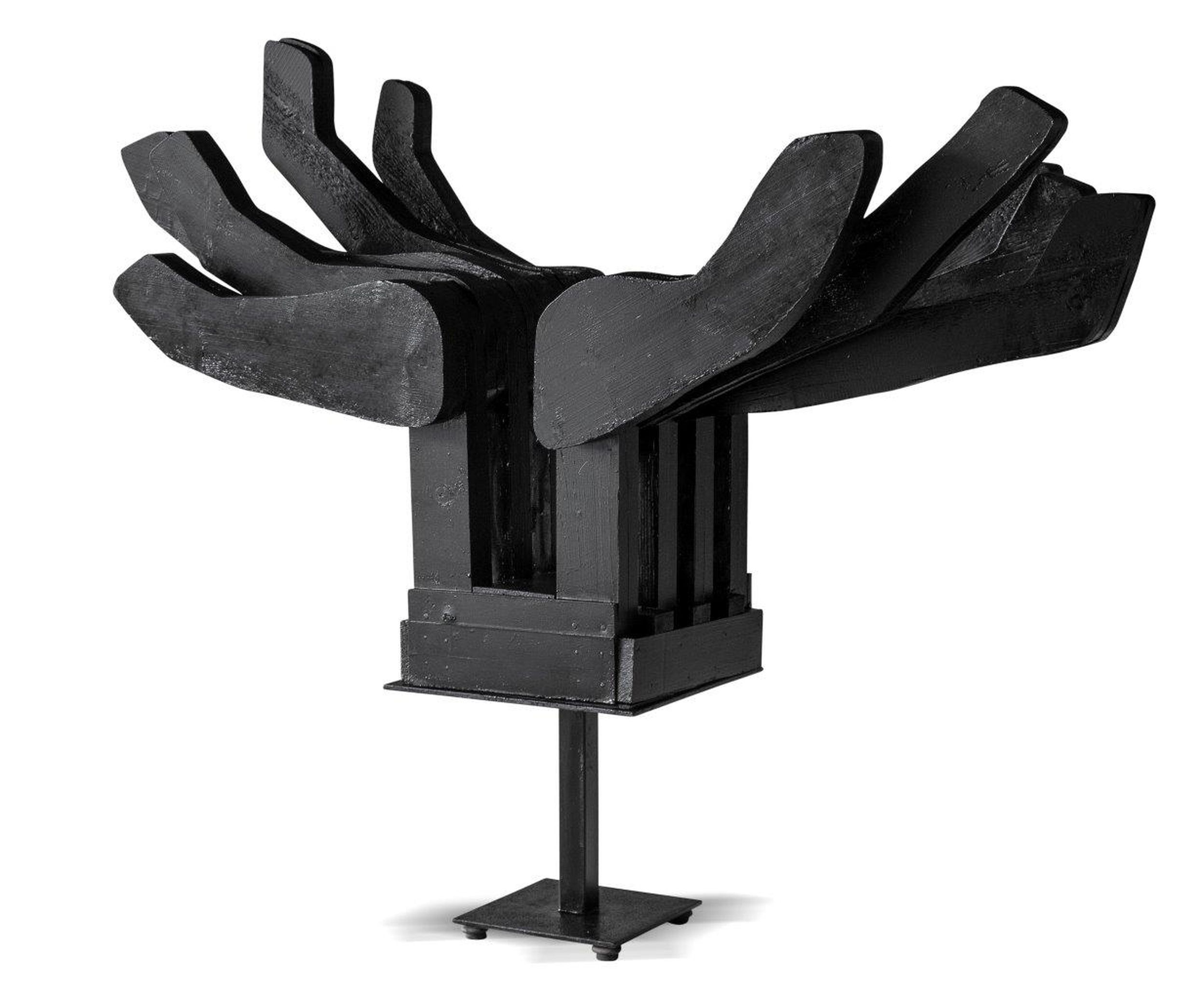
Colección Particular Vincenzo Carmenati
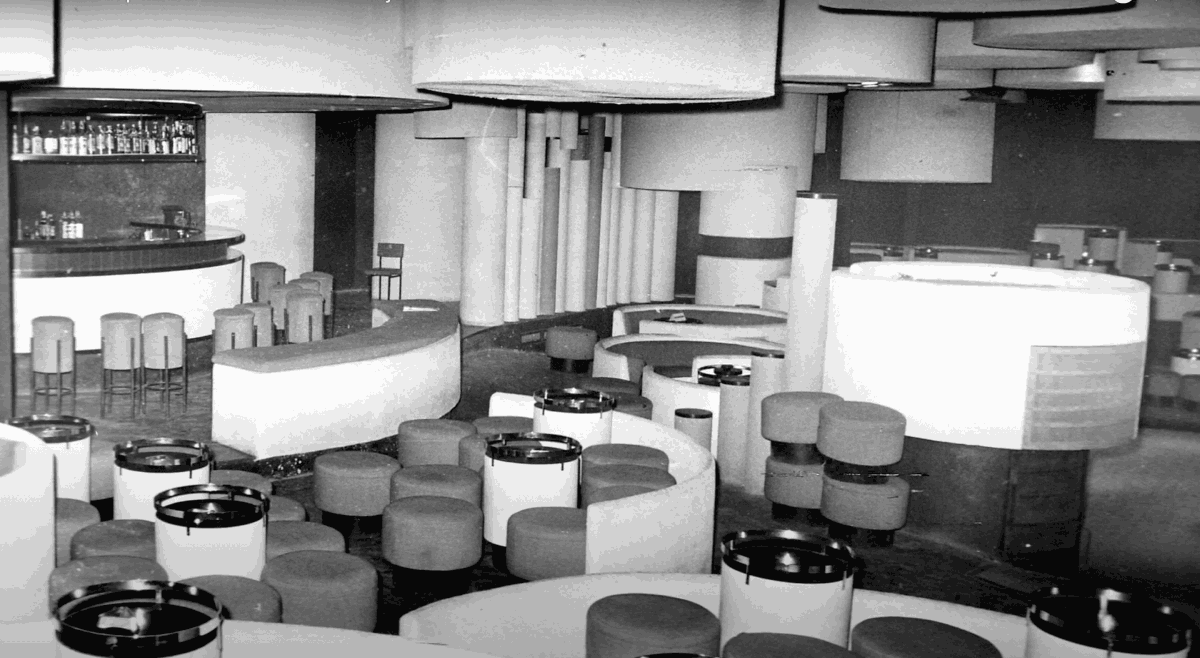
Discoteca Maddox Carmenati
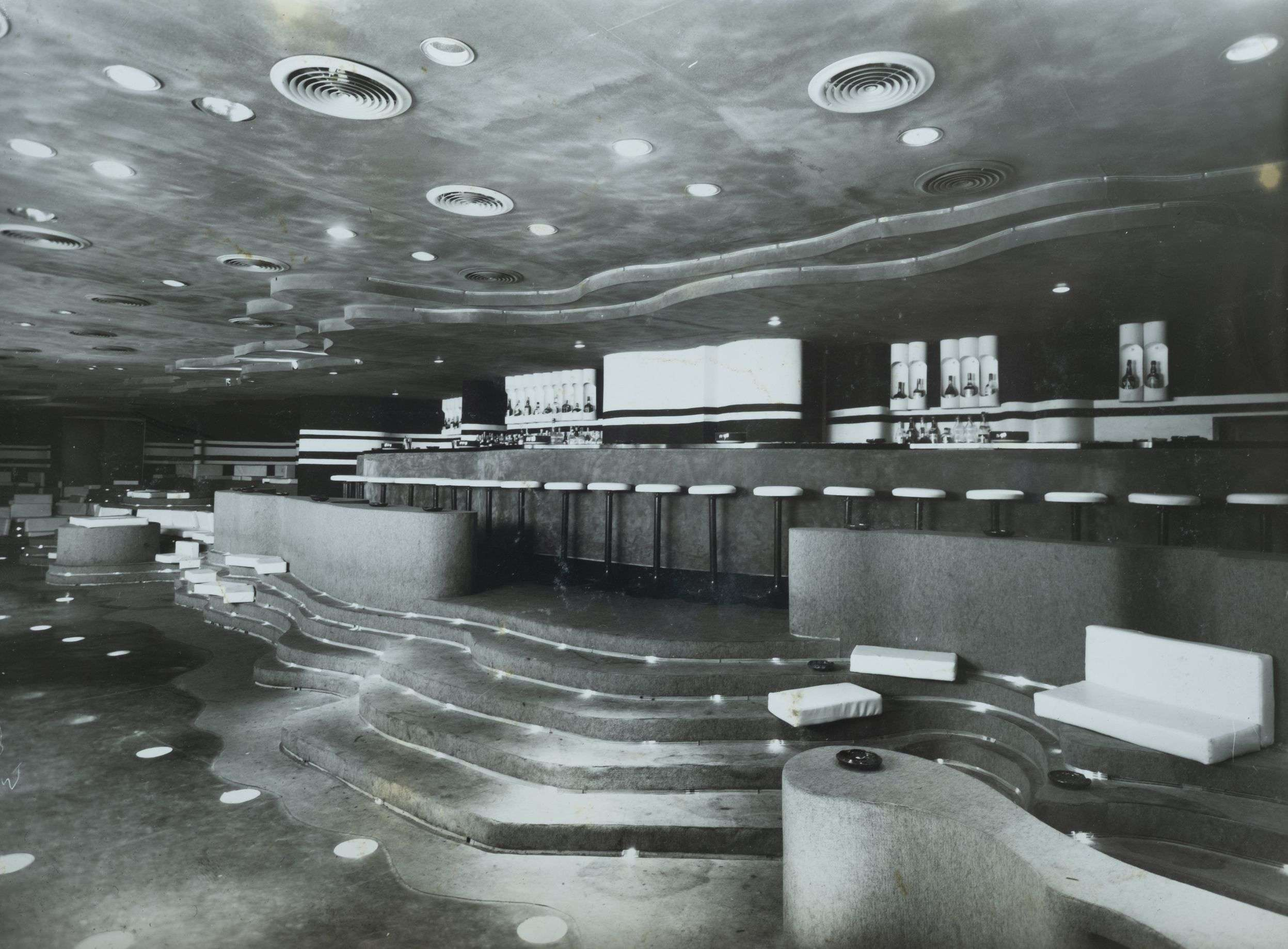
Discoteca Piper Carmenati
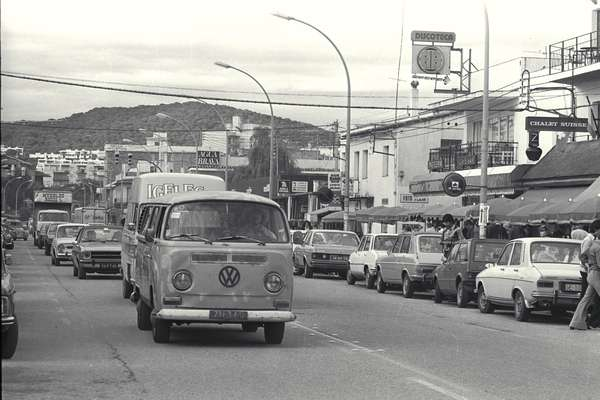
Playa de Aro Carmenati
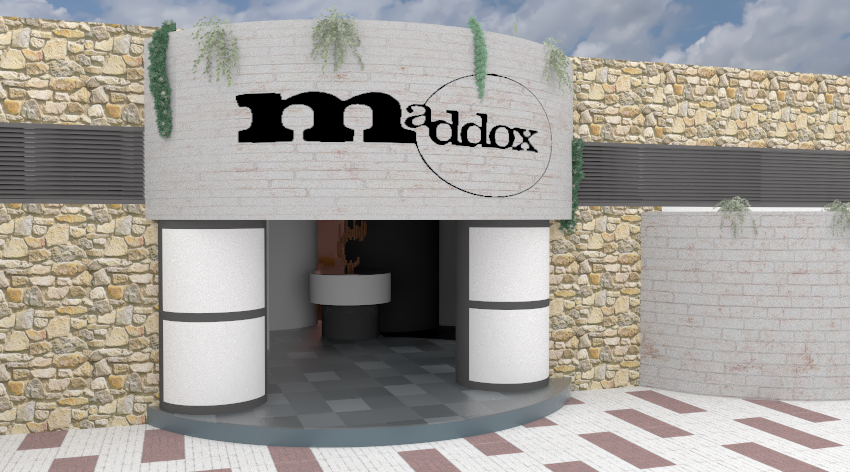
Metaverso Maddox Carmenati